# Fujitsu Micro 16s
Il Fujitsu Micro 16s è un personal computer orientato al mercato aziendale, prodotto dalla Fujitsu nel 1983.
Fu lanciato nello stesso periodo in cui fu immesso sul mercato l'originale IBM-PC/XT.
La scheda madre di cui era dotato il Fujitsu Micro 16s poteva essere scelta tra due tipi diversi. Una conteneva come CPU il processore Intel 8086, l'altra lo Zilog Z80.
Erano state pianificate altre schede madri di cui il Micro 16s avrebbe potuto essere dotato. Queste nuove schede madri avrebbero dovuto essere equipaggiate con i microprocessori Motorola 68000, Intel 80286 e Zilog Z8000.
In aggiunta il Micro 16s poteva essere dotato di un co-processore Motorola 6809.
Come sistema operativo si poteva scegliere tra il Concurrent CP/M-86 con estensioni grafiche GSX, l'MP/M-86, l'MS-DOS, il CP/M (per la versione dotata di cpu Z80) e Unix.
Poteva inoltre supportare fino a quattro floppy disk drive da 5,25" con capacità di 320 kB e disco fisso fino a 20 MB.
Era dotato di un chip video Motorola 6845 che permette una risoluzione di 640x200 pixel con 8 colori.
La memoria di sistema RAM poteva raggiungere i 1152 kB.